# Panpi Ladutxe
Panpi Ladutxe, llamado Ladutxe (Ascain, Pirineos Atlánticos, Francia, 13 de julio de 1955 - Bayona, Labort, Francia, 30 de noviembre de 2021) fue un pelotari francés que compitió en la modalidad de mano y jugaba en la posición de delantero.

## Biografía
En su época de aficionado destaca tras proclamarse, con apenas diecinueve años edad, campeón del mundo de mano individual en trinquete en los mundiales de Montevideo en 1974.
Dio el salto a profesionales a una edad tardía, veintiséis años, destacando en su palmarés los campeonatos de mano parejas que logró en 1987 y 1989, así como el subcampeonato de 1988.
La principal arma de su juego era la habilidad rematadora, gracias a que provenía del trinquete como es habitual en los pelotaris del País Vasco Francés.

## Final de mano parejas
| Año  | Campeones              | Subcampeones            | Tanteo | Frontón |
| ---- | ---------------------- | ----------------------- | ------ | ------- |
| 1987 | Ladutxe - Tolosa       | Alustiza - Galarza III  | 22-14  | Anoeta  |
| 1988 | Retegi II - Errandonea | Ladutxe - Martinikorena | 22-16  | Anoeta  |
| 1989 | Ladutxe - Tolosa       | Retegi II - Arretxe     | 22-18  | Anoeta  |